# 張偉 (羽毛球運動員)
張偉（1987年2月2日—），男，中國羽毛球運動員，2004年中國全國羽毛球錦標賽男雙冠軍、2005年亞青賽獲得三個銀牌、2006年亞錦賽混雙銅牌以及2007年世大運混合團體銀牌和男雙銅牌。

## 簡歷
張偉是由浙江體育運動學校培訓的選手，2004年時進入國家隊訓練，並在該年的全國羽毛球錦標賽搭檔桑洋奪得男子雙打冠軍。2005年，張偉跟隨青年隊出戰2005年亞洲青年羽毛球錦標賽，最終取得三個銀牌（混合團體、男子雙打、混合雙打）。
2006年3月，張偉參加在馬來西亞新山舉辦的亞洲羽毛球錦標賽，分別與龔偉傑和于洋搭檔出戰男子雙打和混合雙打項目。在男雙賽事，張偉/龔偉傑在第二輪擊敗中華台北的蔡佳欣/胡崇賢而晉級16強，但是在16強賽時以直落二（21-23、14-21）敗於馬來西亞的鍾騰福/李萬華。混合雙打方面，他與于洋在16強賽擊敗印尼組合後晉級，之後在八強以21-14、21-14擊敗日本組合舛田圭太/松田友美，最終於準決賽遭遇賽會第一種子諾瓦·維迪安托/利利亞納·納西爾時以21-9、21-9落敗，僅得銅牌。

## 主要比賽成績
只列出曾進入準決賽的國際賽事成績：
| 年份   | 賽事                   | 項目     | 拍檔   | 成績   |
| ------ | ---------------------- | -------- | ------ | ------ |
| 2005年 | 亞洲青年羽毛球錦標賽   | 男子雙打 | 沈燁   | 亞軍   |
| 2005年 | 亞洲青年羽毛球錦標賽   | 混合雙打 | 廖婧梅 | 亞軍   |
| 2005年 | 亞洲青年羽毛球錦標賽   | 男子團體 | －     | 亞軍   |
| 2006年 | 亞洲羽毛球錦標賽       | 混合雙打 | 于洋   | 準決賽 |
| 2007年 | 世界大學運動會羽球比賽 | 男子雙打 | 沈燁   | 銅牌   |
| 2007年 | 世界大學運動會羽球比賽 | 混合團體 | －     | 銀牌   |

### 奧運會和世錦賽參賽紀錄
|          | 搭檔 | 2006 |
| -------- | ---- | ---- |
| 混合雙打 | 于洋 | 16強 |